# De Legende van het Wisselkind
De Legende van het Wisselkind is een Frans-Belgische fantasystripreeks uitgegeven door Le Lombard. De strip werd geschreven door  Pierre Dubois met tekeningen van Xavier Fourquemin. De inkleurder is Scarlett Smulkowski.

## Geschiedenis
Tijdens een interview met Richard Ely zei scenarioschrijver Pierre Dubois dat hij altijd gefascineerd was geweest door de vormverwisselaar uit de populaire folklore. Zo ontstond zijn wens om er een verhaal over te schrijven: “Als een kind anders was dan de anderen, werd hij in vroeger tijden gezien als een wisselaar, het kind kwam van elders. Als we de grenzen nog verder verleggen, was een kind dat niet ‘normaal’ was een fada, dat wil zeggen een kind van de feeën. Zelfs vandaag de dag hebben dit soort kinderen een gave voor muziek of kunnen ze op zeer hoog niveau wiskundige sommen oplossen. Dit soort gaven heeft mensen altijd bang gemaakt. De wisselaar heeft mij altijd gefascineerd, vooral als je ook nog een kind bent en je je een beetje anders voelt dan anderen..."
Fada is ontleend aan het Occitaans, het betekent “door een fee geraakt”, “dwaas”. Het Franse Espèce de fada que tu es! kan worden vertaald met Mafkees die je bent!

## Albums
1. Het Buitenbeentje (2008)
2. De Boeman (2009)
3. Spring Heeled Jack (2010)
4. Schaduwranden(2011)
5. Asrai-nacht (2012)

## Verhaal
Volgens de legende wordt elke eeuw een pasgeboren jongen veranderd door de elfen. Hij kan met de natuur praten en beschikt over magische krachten. Er wordt gezegd dat de jongen het gevecht zal aangaan met de kwade wezens, die de Heer van de Chaos dienen. 
Het speelt zich af in het Victoriaans tijdperk, in een Engeland midden in de industriële revolutie. Het vertelt het verhaal van Scrubby, een kind van de feeën dat bij de geboorte werd ingeruild voor een menselijke baby, begiftigd met het vermogen om de kleine mensen te zien. Scrubby (“onvolgroeid” en “bossig” in het Engels) is de hoofdpersoon. Hij wordt niet volwassen en ondanks de vreselijke beproevingen die hij doormaakt, blijft hij verwonderd en vindingrijk kijken naar de wereld om hem heen. Hij straalt onschuld uit, maar is toch niet 'goedgelovig': hij is een eeuwig kind dat op elk moment het wonderbaarlijke en de geesten van de natuur waarneemt (zelfs terwijl hij op de bodem van een mijn werkt, of door de confrontatie aan te gaan met misdaad en prostitutie). Hij heeft de neiging mensen te hulp te schieten die hij als goed en kwetsbaar beschouwt.

### Het Buitenbeentje

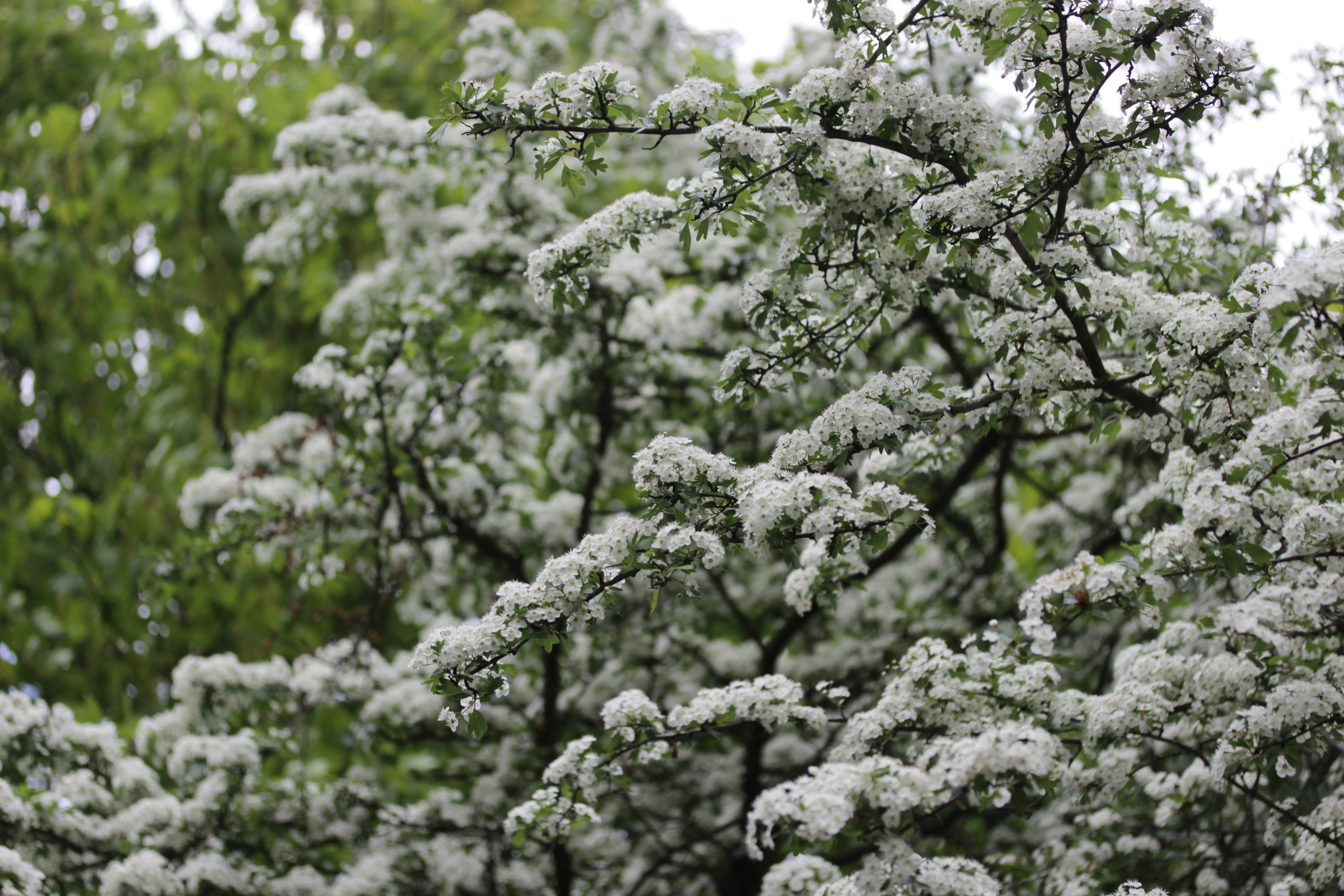
Meidoorn

Een komeet landt precies midden in een steencirkel, zo staat geschreven in de 'Kronieken van het bleke land van de elfen'. Vier personen besluiten dat het tijd is om zich met het onzichtbare te verenigen, de oude man neemt een stukje van de komeet mee. Het 'wisselkind van Spitalfields' is er. Thomas Jobson rijdt op zijn paard door Dartmoor, hij is net vader geworden van een zoon en heeft een dochter die Sheela heet. Ze wonen in Buckland in the Moor en werken in juni op het land. Sheela moet op haar broertje passen en zet het wiegje onder een meidoorn om hem tegen de hitte te beschermen. Ze raakt afgeleid door een vlinder en laat het jongetje alleen. Als ze terugkomt bij de plek waar de wieg stond, is deze verdwenen en ze roept haar ouders. Haar moeder is woedend omdat Sheela de baby onder een toverboom heeft gezet. Ze is bang dat de fairy haar zoon hebben geroofd en ze zal hem dan nooit terugzien. Tot diep in de nacht zoeken de dorpelingen naar het jongetje, zonder succes. Na drie dagen gaat Betty naar de meidoorn en voert een ritueel uit. Ze bindt zeven linten om de boom en offert wat Sint-janskruid, waarna ze zichzelf snijdt om ook bloeddruppels te offeren. 's Nachts ligt er een baby voor de deur, maar Thomas ziet dat het niet hun zoon is. Thomas wil dit kind niet laten dopen, maar ze voeden het jongetje wel op. 

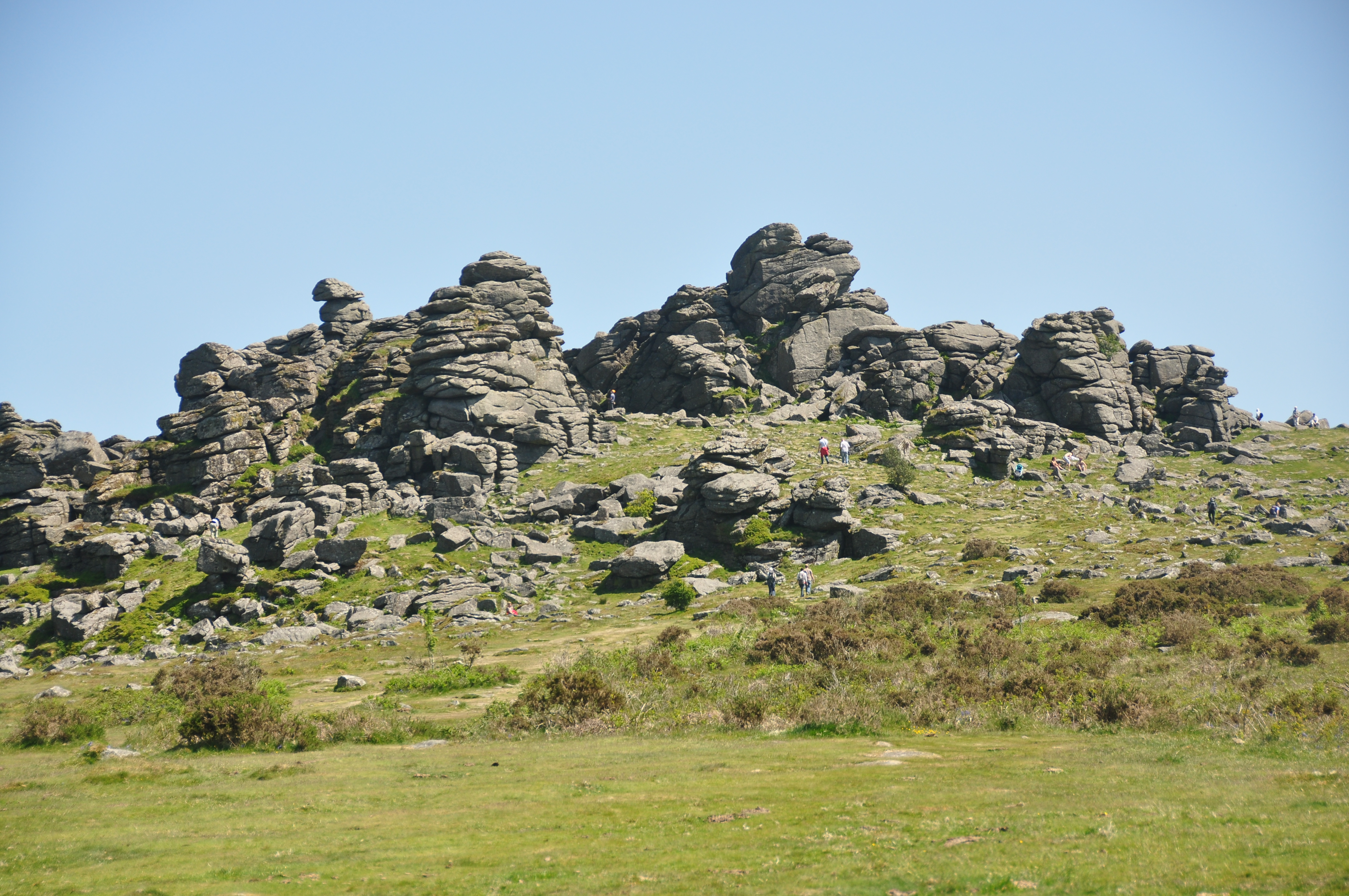
Hound Tor, volgens een plaatselijke legende ontstond Hound Tor toen een troep honden in steen veranderde.

Net als zijn oudere zus is hij dol op de natuur, de jongen wordt nu Scrubby genoemd. Hij klimt graag op Hound Tor en op een dag ziet de jongen een mysterieuze figuur. Hij volgt hem naar Wistman's Wood en gaat, alhoewel het hem verboden is, het magische rijk van de Groene Man, de Wilde Jager binnen. Hier dansen de pixies, heksen en feeën. Een man die misschien de Wilde Jager, de Groene Man, Merlijn en een oude kluizenaar is, begroet Scrubby. Hij woont in een grot en vertelt dat dit in een kristallen paleis verandert als de koekoek op een winternacht om middernacht roept. Voortaan bezoekt Scrubby de man van Whistman's Wood dagelijks en leert over de goden die de reuzen de aarde lieten vormen. Daarna kwamen de dwergen die de aarde verder bewerkten en met mineralen verrijkten. De elfen brachten licht en donker en toen kwamen de mensen, die steeds meer wilden. Het elfenvolk trok zicht terug in de Andere Wereld.
Scrubby leert van de oude man over de Dryaden, de Hamadryaden, de Ghilli Du en de Mama Paduri die leven in de bomen. De nixen, Jenny Greenteeth, Shellycoat en Grwagedd Annwn leven in het water. Diep in de grond leven de Knockers, de Pechts en de Coblynau. En op en rond de opgerichte stenen in de Moor leven de pixies, de leprechaun, de fliaths en de trows. In de moestuinen zijn de kabouters en de mannikins te vinden en op de heuvels wonen de Hobgoblins de Far Darrigs en de Sidhe. De geest van Puck adem je in, zo leert Scrubby van de oude man. Ook leert hij dat de wezentjes niet wegvluchten als je ze bij de ware naam noemt. Als Scrubby op een avond terug gaat naar huis, ziet hij Sheela dansen met myserieuze wezens. Ze vertelt dat ze alleen was en samen gaan ze naar huis.
Het weer verslechterd en de oogsten mislukken. Veel dorpelingen trekken weg en er zijn mensen uit de grote stad die dorpelingen willen rekruteren voor het werk aldaar. De zoon van wijlen squire Ingolsby pleegt zelfmoord in King's Head en lijkt vervloekt te zijn. De nieuwe eigenaar wil alles verkopen en daarom moeten de overgebleven mensen ook vertrekken uit het dorp. Scrubby neemt afscheid van de natuur en de oude man en hij krijgt een steen aan een leren koordje van hem mee als herinnering. De hele familie arriveert in Londen, hier sterven mensen van de honger of worden ziek van de smog. Er is veel misdaad en armoede. De familie komt terecht in een krot aan Buck's Row en vader en Sheela werken hard in een fabriek. Scrubby praat met de dieren en de planten in de stad, hij staat al snel bekend als de straatkabouter. Hij wil naar Kensington Gardens en hij ziet de Serpentine. Hij hoort een dame praten en komt er zo achter dat het eilandje het 'Elfeneiland' wordt genoemd. Als hij hier naar toe gaat, ontmoet hij een oude man. Op weg naar huis wordt hij aangesproken door het rijke meisje dat bij de dame in het park was en hij vertelt dat hij naar East End gaat. Als het donker wordt, ziet Scrubby veel ellende op straat. Hij schrikt als hij Mary mee ziet gaan met een mysterieuze figuur, dit lijkt dezelfde man te zijn die met de zoon van squire Ingolsby in King's Head. Ook is hij getuige van een bijeenkomst van mensen die willen protesteren in Hyde Park, tot zijn verbazing is zijn vader degene die de opstand leidt. Op zondag 13 november 1887, Bloedige Zondag, loopt het protest uit de hand en er wordt geschoten door soldaten. Opnieuw ziet Scrubby de mystieuze man als zijn vader wordt geraakt. Hij volgt de man en ziet dan raven bij een standbeeld, ze vliegen naar de opgerichte stenen van Dartmoor en er opent een lichtgevende poort.

### De Boeman

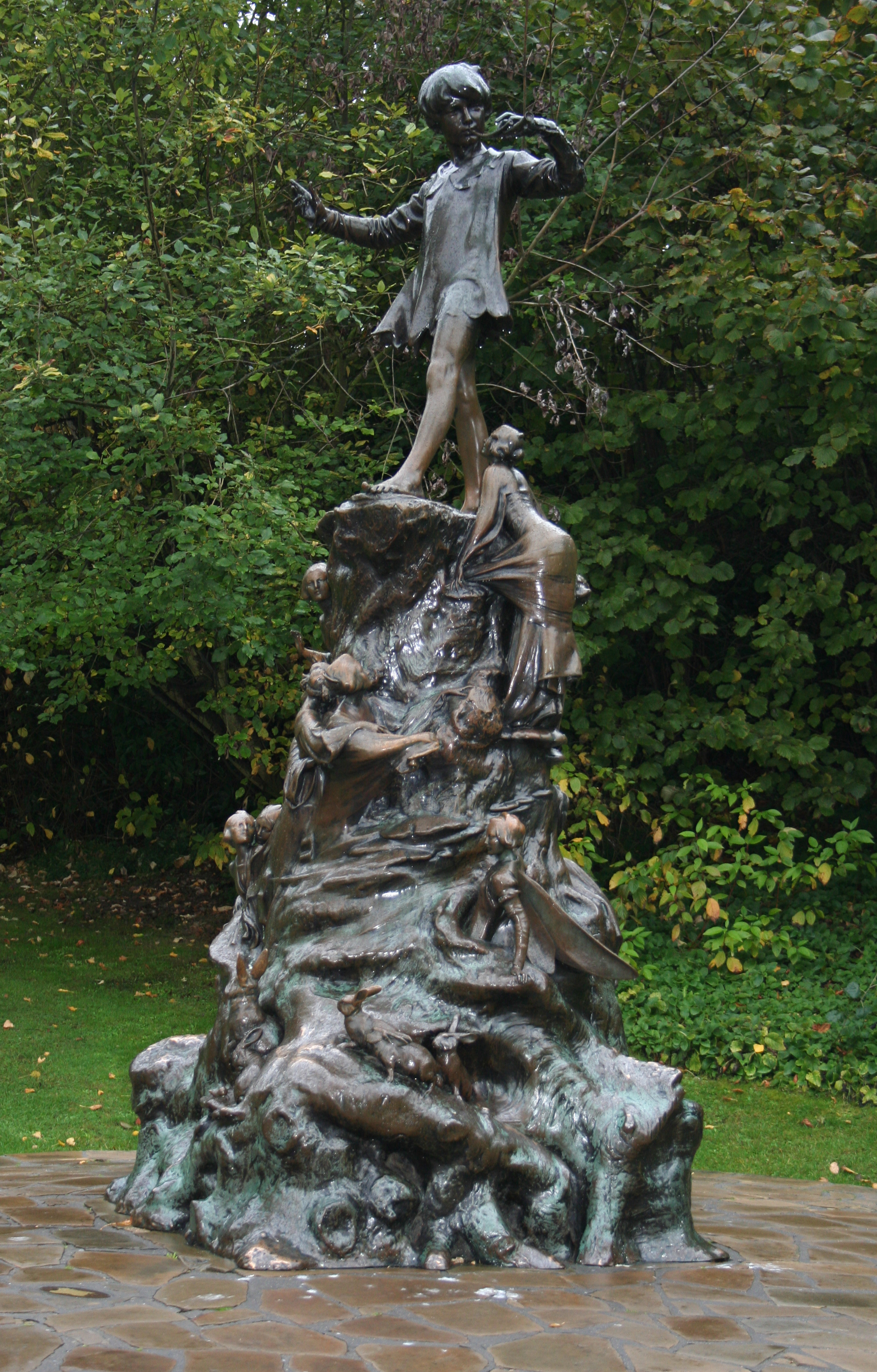
Peter Pan's monument; een bronzen sculptuur van het personage uit J.M. Barrie's verhalen in Kensington Gardens. Barrie's verhalen zijn gedeeltelijk geïnspireerd door de tuinen: het beeld staat op de plaats waar Peter Pan in Barrie's boek The Little White Bird uit 1902 belandt nadat hij uit zijn kinderkamer is gevlogen.

Het bevel van sir Charles Warren om salvo's af te vuren op de demonstranten heeft hen uiteengedreven. Na de dood van haar man geeft Betty aan dat haar kinderen niet van haar zijn, ze geeft hen ook de schuld van zijn dood. Ze noemt hen duivels en ze pleegt zelfmoord. Scrubby ziet de schaduw die hij ook in Dartmoor achtervolgde naar Wistman's Wood. Hij volgt de mysterieuze figuur weer en komt in een theater terecht. Daar is een opvoering van Peter Pan bezig en hij ziet Tinkelbel, maar later denkt hij dat het het licht is van een lantaarnaansteker. Het lichtje vliegt later naar de opgerichte stenen in Dartmoor, waar de oude man van Whistman's Wood en zijn kompanen nu weten dat de jongen het licht heeft gezien. De golf moet hem nu naar de oevers brengen, maar hij kan ook Chaos ontdekken. Scrubby vraagt zich af waarom hij zo klein blijft, maar zijn zus legt uit dat je op verschillende manieren kunt groeien en dat je lengte niets zegt over hoe je bent. Sheela gaat werken als serveerster in Princess Alice en Scrubby wordt geronseld voor werkzaamheden in de mijn. Hij vraagt of daar de draken leven en gaat mee. Hij wordt ontgroend en ziet dat de man met de rode ogen opnieuw. Scrubby wil hem aanvallen voor wat hij met zijn vader heeft gedaan, maar wordt tegengehouden door Rob die vertelt dat hij dit doet voor de oude mannen in Whistman's Wood en Kensingtons Gardens. 
Scrubby gebruikt de steen aan het leren koordje om de geesten te begroeten die in onder de grond leven. Hij ontomet de ploegbaas Sam en leert hoe het werk er aan toe gaat onder de grond. Hij schept kolen in een wagen en als deze vol is moet hij hem over de rails wegduwen, keer op keer opnieuw... Als iedereen naar huis mag, wordt Laura lastiggevallen door wat mannen. Scrubby gooit zijn sterrensteen tegen het hoofd van een man. Voor deze wraak kan nemen, komt Rob de jongen te hulp. Scrubby weet zeker dat hij iets heeft gezien in de gangen, misschien was het een mijngeest. De volgende dag wordt Scrubby aangesproken door een klein mannetje die hem bedankt voor het voedseloffer van de vorige dag. Het is een Knocker of de adem van de draak, de dwerg in dienst van de mijn om ertsaders en mijngas op te sporen. Scrubby ziet fossielen en de overblijfselen van plesiosaurussen, tyrannosaurussen en iguanodons. Ook ziet hij de salamanderkloof of drakengloed waar toverzwaarden en kostbare sieraaden kunnen worden gesmeed. Voor hij terug gaat, ziet Scrubby nog een schacht waar de Knockers naar boven kunnen om met elfen te dansen in het maanlicht.
Thuisgekomen ontdekt Scrubby dat Sheela zijn vriend Rob al kent. Er is een staking op komst en mister Johns licht de eigenaren van de mijn hierover in. Hij krijgt hiervoor een beloning en wordt weer weggestuurd. De man met de rode ogen wil geen politie of leger, want Bloedige Zondag heeft al genoeg reputatieschade veroorzaakt. Hij wil niet dat de sociaaldemocraten nog meer macht krijgen en bedenkt dat een ontploffing veel beter zal werken. Een drama geeft kans om met liefdadigheid op de gemoederen in te spelen. De Knockers zien de man met de explosieven en Scrubby wordt gewaarschuwd dat de man van Chaos, die het bloed van zijn vader aan zijn handen heeft, naar de drakenput gaat. Samen gaan ze zo snel mogelijk naar de drakenput en zien dat er een ritueel wordt uitgevoerd om Leviathan te laten ontwaken. Ze beseffen dat ze te laat zijn en proberen de andere mensen die in de mijn zijn te waarschuwen, maar dan volgt een enorme ontploffing...

### Spring Heeled Jack
Scrubby wroet zich los uit de aarde en komt via de wortels weer bovengronds. Hij ziet de oude man van Whistman's Wood weer terug en vertelt over alle ellende die hij heeft meegemaakt. Hij hoort dan dat hij nog meer beproevingen moet doorstaan en wordt teruggestuurd. De Knocker haalt Scrubby uit de ingestorte gang en ze zien veel dode mensen. Sam, Laura, Dicky en Rob hebben de ontploffing overleefd en worden door Scrubby en de Knocker gered. Sam wil echter achtergelaten worden, want al zijn botten zijn gebroken en hij wil bij zijn vrienden blijven die al overleden zijn. Ook Dicky blijkt overleden te zijn als ze bovengronds komen en Scrubby vraagt zich af waarom hij niet dood is gegaan. Hij hoort dan van de mijngeesten dat hij één van hen is en beseft dan dat ook Rob niet menselijk kan zijn. Laura blijkt het drama te hebben overleefd omdat Scrubby haar zijn levensadem gaf. Sheela ziet haar broertje terug, ze is erg ongerust geweest. De hele stad is vernietigd door de enorme explosie, alleen het huis van de heer van Chaos staat nog overeind. De rijke mannen willen genoegdoening, maar worden dan gedood. Scrubby gooit dan een brandende fakkel het huis in. 

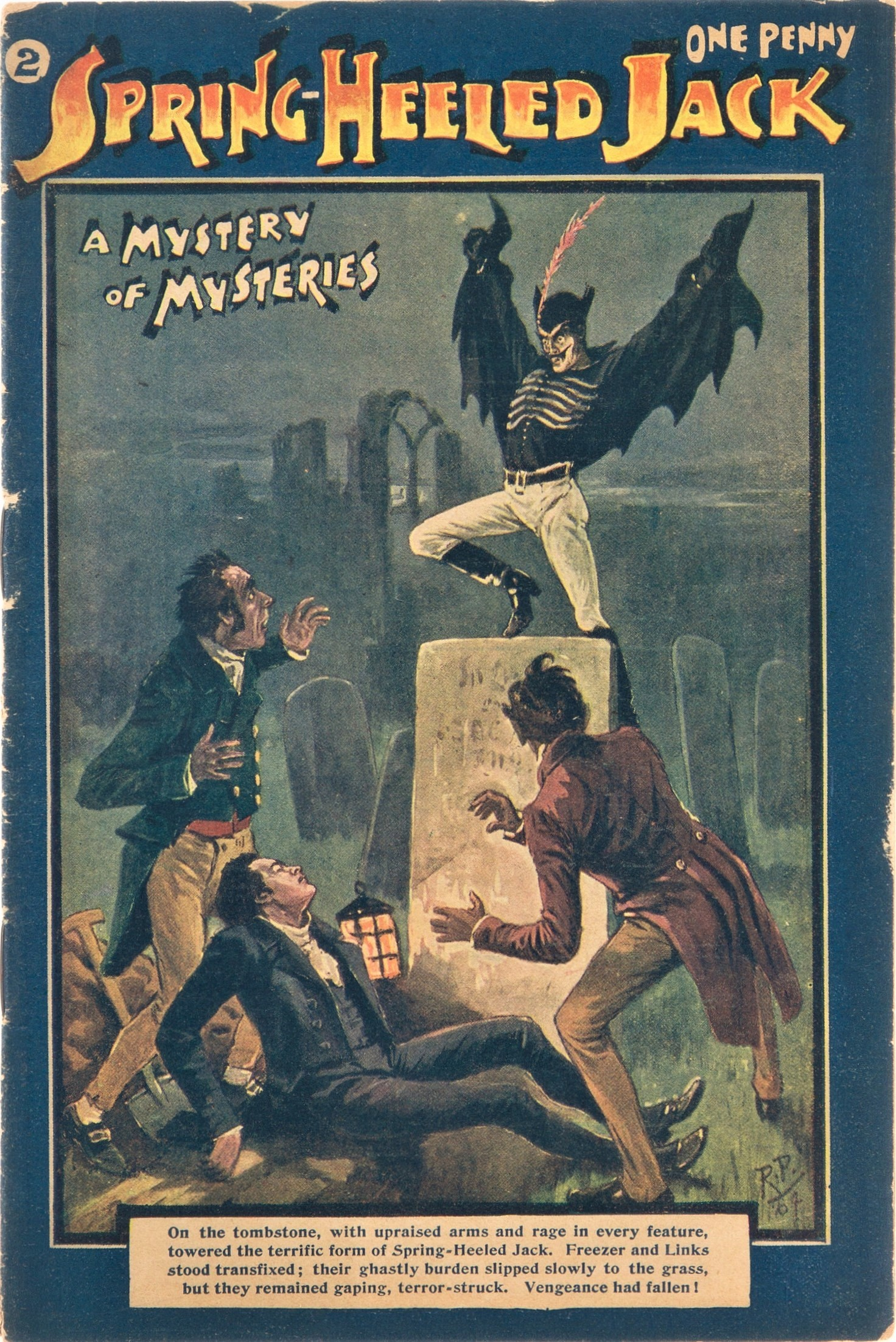
Spring Heeled Jack

Er liggen in de straten nog kostbaarheden, soms waren dit eigendommen van mensen die de ontploffing en brand niet overleefden. Scrubby vindt een horloge en vindt het beter om buiten in de zeelucht te zijn dan in een fabriek. Hij is blij geen piraat of zakkenroller te zijn geworden, want die worden opgehangen aan de galg op 'Execution Dock'. Daniel Defoe heeft hier veel mannen zien bungelen, ook Captain Kidd kwam hier om. De misdadigers werden na de executie aan ringen opgehangen en als ze driemaal door de vloed waren overspoeld, waren hun zonden weggespoeld. Scrubby ziet dan de plek waar zijn moeder in het water sprong en hoort dat waternymfen de zielen van wanhopigen meenemen naar de Gelukzalige Eilanden. Scrubby krijgt de opdracht naar Cobb te gaan op de hoek van Narrow Street, hij zal niet opgelicht worden, en daarna moet hij naar 'Ten Bells' komen waar Rob ook zal zijn. Rob stelt Mary-Jan Kelly voor en Scrubby heeft zijn vondsten geruild voor een zijden doek, die hij aan Laura geeft. Sheela gaat zingen in Wilton's Music Hall en Scrubby probeert Laura te vinden. Midden in de nacht ziet hij een koets rijden op een plek waar dat niet normaal is. Hij zoekt Laura bij the Prospects of Whitby, maar Quayle zegt hem dat ze gesloten zijn.
Scrubby gaat weer naar Execution Dock en loopt op de rivierbedding. Hij gooit een muntje in het water voor de nimfen en een gedaante komt boven het water, maar dan verstoort een agent het schouwspel. Scrubby vindt Laura, ze licht dood op de grond. Ze is met een ijzeren klauw aangevallen en men hoopt niet dat dit het begin is van een serie zoals in Whitechapel. Scrubby wordt op een harde manier ondervraagd door constable Stables, maar de hoofdinspecteur neemt hem mee en praat normaal met hem. Scrubby vertelt dat Laura zijn vriendin was, maar hij zal nooit iemand verlinken aan de politie. Hij vertelt dat zijn vader door hen is gedood, waarna Michael vertelt dat er ook goede mensen bij de politie werkzaam zijn. Dan komt Rob en vertelt dat Michael een beschermengel is. Scrubby vertelt dan dat Jenks en zijn bende naar buiten kwamen bij the Whitby toen hij Laura zocht en Michael en Rob gaan daar meteen met de jongen naar toe. Quayle is flink toegetakeld en vertelt niets, hij is bang om gedood te worden. 
Scrubby neemt Rob mee naar het Elfeneiland in Kensingtons Gardens en vertelt daar dat hij Michael niet alles heeft vertelt. Hij heeft een schaduw op de kade gezien, twee keer zelfs. Eén was de schaduw die hij al in Dartmoor zag, maar de ander was groot en droeg een cape. De grote schaduw maakte Scrubby erg bang. De mannen willen om middernacht nogmaals naar de herberg gaan. Rob vraagt of Scrubby nog iets heeft gezien, de jongen vertelt niets over de figuur die boven het water uitsteeg nadat hij een muntje gooide. Om twaalf uur zijn de mannen en meerdere agenten bij de herberg. Er gaan geruchten dat Satan en zijn duivels in de herberg verblijen en toevallig is er dan altijd een koopvaarder uit China voor anker gegaan vlakbij. De mannen zien hoe lichtsignalen worden gegeven, waarna een roeiboot naar de herberg vaart. De politie valt binnen en ziet een lading opium en meerdere meisjes in de herberg. De man uit de koets weet te ontkomen, maar het lukt Scrubby om ongezien achter op de koets te springen. Ze rijden naar Hanysead en butler Jeeves wordt verzocht een dame naar binnen te brengen. Hij moet de dame en de tempel gereed maken voor de ceremonie. 
Door het kelderraam ziet Scrubby en macabere plek, maar dan hoort hij de koets vertrekken. Het lukt niet om deze in te halen en Scrubby ziet dat het vollemaan is. Lizzy Crooks zingt en heeft een afspraakje met een lord. Ze heeft bloemen van deze man gekregen en gaat uit eten in Mitre-Place. Daar aangekomen wordt ze omver gereden door een koets. Ze vlucht voor de koets, maar wordt op een donkere plek door een heel eng figuur omgebracht. Agenten vinden het toegetakelde lichaam en ze achtervolgen de dader, die met een onmenselijke sprong kan ontkomen. De dood van de jonge vrouw staat al snel op de voorpagina van de krant.

### Schaduwranden

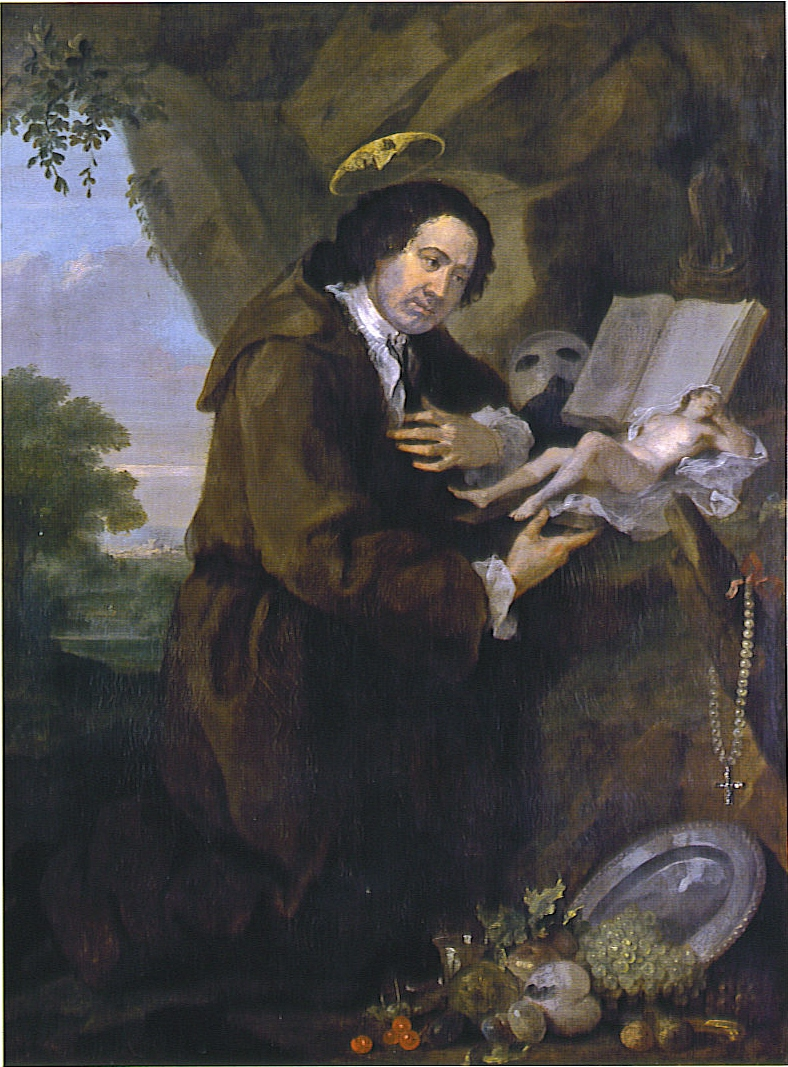
Portret van Francis Dashwood door William Hogarth uit de late jaren 1750, een parodie op renaissancebeelden van Franciscus van Assisi. De Bijbel is vervangen door een exemplaar van de erotische roman Elegantiae Latini sermonis, en het profiel van Dashwoods vriend Lord Sandwich komt uit de halo.

Rob, Scrubby, miss Jobson en de zwerver gaan naar het mortuarium, maar de zwerver durft niet naar binnen te gaan. Ze identificeren Lizzy Crooks en horen dan dat Michael van de zaak wordt gehaald. Sir Jeffrey neemt het over in opdracht van Charles Warren. Scrubby ziet 's avonds de schaduw weer en achtervolgt hem naar een locatie waar een hondengevecht plaatsvind. De hond die de meeste ratten dood kan bijten in korte tijd zal winnen. Scrubby kan de ratten bevrijden en ontmoet James Matthew Barrie. Rob brengt Janet thuis en geeft haar zijn sjaal. Hij vertrekt om Sheela op te halen en merkt niet dat Janet in haar huisje wordt gedood. Ook bij Janet is een teken op de wang zichtbaar, het lijkt op een geometrische figuur. Scrubby gaat op zoek naar het huis waar de koets hem eerder bracht. Hij heeft niet door dat de zwerver hem overal achtervolgt, hij wil de jongen beschermen. De jongen doet zich voor als schoorsteenveger en de huishoudster laat hem binnen. Scrubby ziet een meisje slapend in bed, ze is vastgebonden. Jeeves hoort van miss Grub dat er een schoorsteenveger in het pand is en hij vertelt dat hij niemand heeft gezien. Ze gaan er van uit dat de jongen een dief is en het pand al heeft verlaten.
Scrubby gaat naar de kelder en ziet daar de Hellfire Club. Dan arriveert de koets en de zwerver ziet in dat Scrubby in gevaar is, hij gaat Rob halen. Veel mannen in vermomming gedenken sir Francis Dashwood. Ze vereren Ashtar, Astaroth, Belial en Balberith. De jonge vrouw wordt naar de kelder gebracht en de vermomde mannen gaan nu blootshoofds verder met de ceremonie. Scrubby herkent Warren als de man die zijn vader heeft gedood en verstoort de ceremonie. Hij kan nipt ontsnappen en Michael en andere agenten pakken de meeste mannen op, maar Warren kan ontkomen. Scrubby gaat op de bouwplaats van een nieuwe brug een gevecht aan met Warren. Beide vallen in het water en Scrubby ziet de goedaardige wezens onder water. Laura is één van hen en blaast hem weer leven in. Ze neemt hem mee naar de Gelukzalige Eilanden waar hij zijn moeder ziet. Eindelijk geeft ze hem de liefde waar hij naar verlangde. Laura hoort dat het met zijn vader ook goed gaat, maar dan wordt hij weer meegenomen door Laura. Hij wordt uit het water getrokken en ziet de schaduwfiguur die vertelt dat hij zijn broer is.

## Karakters
De oude man van Whistman's Wood en drie andere personages bij de steencirkel, oom Colbey, boer Thomas Jobson en zijn vrouw Betty, Sheela, Peter, squire Ingolsby, Kathy, Jay, Tommy, Harry en Jenny en hun kinderen, rekruteerders, Partridge, Maggy, dame en meisje, agent, prostituees, Sykes en andere criminelen en zwervers, opstandelingen, soldaten, Tom, Jack, Todd, Mary-Jane en andere werknemers van het mijnbedrijf, Rob, Sam, Dicky, Burt, Master stubbs, Laura, Cobb, Mary-Jan Kelly, Jenks, Quayle, hoofdinspecteur Michael, constable Stables, inspecteur Wisher, Brumble, Jeeves, Stanley, Sweely, Tobbs, brigadier Lipwood, miss Jobson,professor Soams, doctor Llewlyn, edelachtbare Charles Warren, sir Jeffrey (commandant van de rivierpolitie), James Matthew Barrie, Janet, miss Grub, Jeeves, Brett,